# Nefunkcijski zahtjevi
Nefunkcijski zahtjevi su u sistemskom inženjeringu i analizi zahtjeva su zahtjevi koji određuju kriterije koje se može rabiti više radi ocjenjivanja djelovanja sustava, a manje radi ocjenjivanja pojedinih ponašanja. Ovo bi se trebalo kontrastirati funkcijskim zahtjevima koji određuju pojedino ponašanje ili funkcije. Plan primjenje funkcijskih zahtjeva je potanko razrađen u sistemskom dizajnu. Plan za primjenu nefunkcijskih zahtjeva je razrađen u sistemskoj arhitekturi.

## External links
- (nor.) http://www.idi.ntnu.no/grupper/su/fordypningsprosjekt-2005/eide-fordyp05.pdf  Arhivirana inačica izvorne stranice od 26. kolovoza 2016. (Wayback Machine)
- (eng.) www.csc.calpoly.edu
- (eng.) Volere Requirements Resources
- (eng.) Modeling Non-Functional Properties in Service Oriented Architecture  Arhivirana inačica izvorne stranice od 5. srpnja 2009. (Wayback Machine)
- (eng.) Modeling Non-Functional Aspects in Service Oriented Architecture Wada, Suzuki,Oba
- (eng.) Non-Functional Requirements: Do User Stories Really Help?